# Rektor

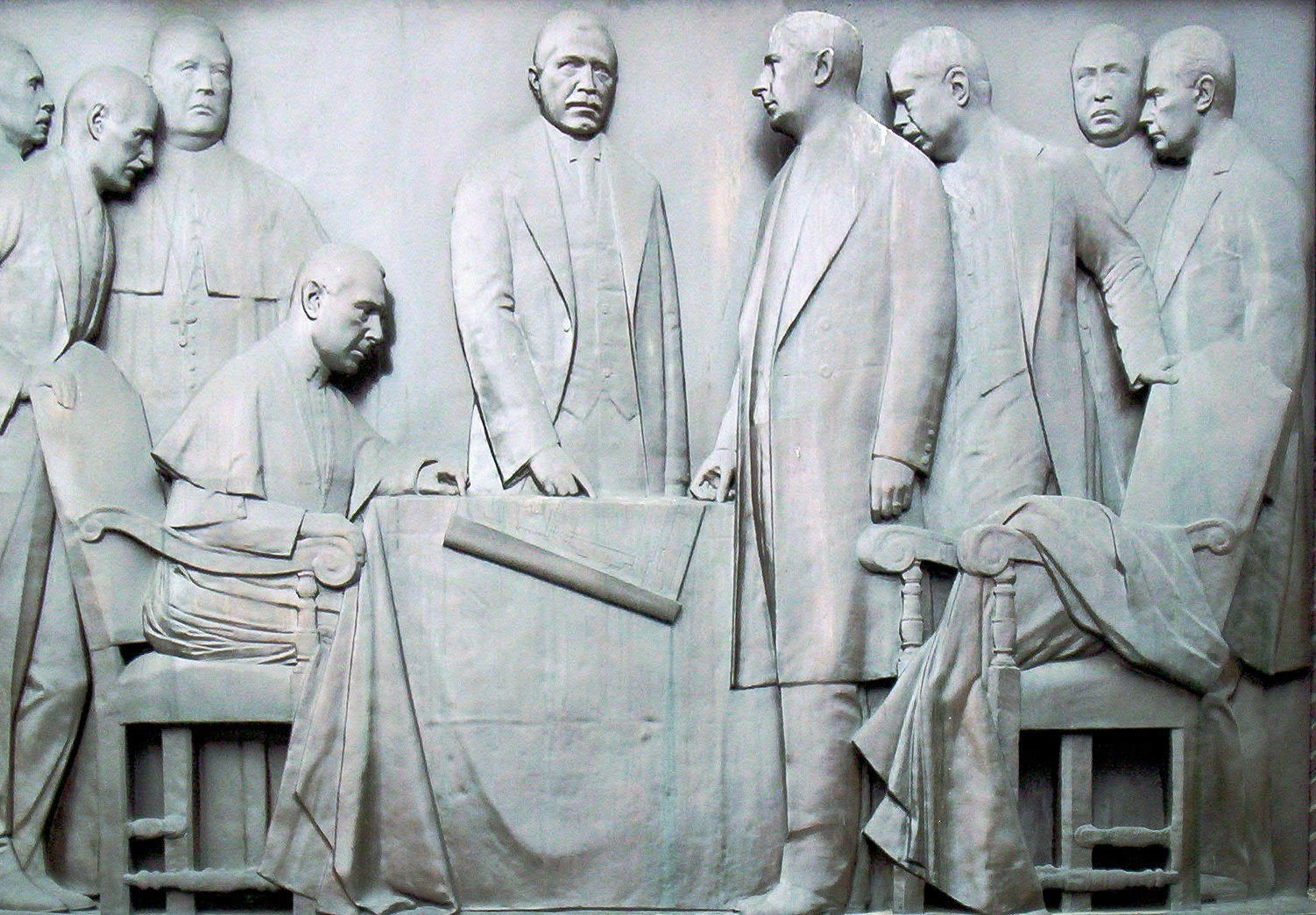
Egyetemalapítók között jobbról balra a második rektor

A rektor az egyetem vagy főiskola kinevezett vezetője, akit Magyarországon az egyetemi szenátus döntése alapján, a felsőoktatásért felelős miniszter előterjesztésére a köztársasági elnök nevez ki vagy ment fel. (2005 előtt a többkarú főiskolák vezetőjének hivatalos elnevezése főiskolai rektor volt, míg a karokra nem tagolódó főiskolák élén főigazgató állt, a bolognai folyamattal azonban ez a különbségtétel megszűnt.)
Szóeredet latinból: rector (nevelő  vezető, kormányos), rego (vezet, „egyenesen megy”).

## Jogszabályi háttér
A rektor jogállását jelenleg a nemzeti felsőoktatásról szóló 2011. évi CCIV. törvény határozza meg a közalkalmazottak jogállásáról szóló 1992. évi XXXIII. törvény mellett. A felsőoktatásról szóló törvény 13. § (1) szerint "a felsőoktatási intézmény első számú felelős vezetője és képviselője a rektor, aki eljár és dönt mindazokban az ügyekben, amelyeket jogszabály, a szervezeti és működési szabályzat, a kollektív szerződés nem utal más személy vagy testület hatáskörébe."
A rektor fenti két törvényben megfogalmazott feladatait tovább szabályozza az aktuális kormányrendelet, valamint a kapcsolódó Emmi és más minisztériumok kapcsolódó rendeletei.

## Jogállása
A 2005. év CXXXIX. tv. leszögezi, hogy az egyetem vezetője a rektor, akit a 100. §-ban előírtak szerint a köztársasági elnök bízhat meg, vagy menthet fel. (A főiskola rektorát a miniszterelnök bízza meg vagy menti fel a 101. §-ban foglaltak alapján.) Egyetem rektora csak egyetemi tanár lehet, főiskola rektora lehet egyetemi tanár, főiskolai tanár, egyetemi docens, kutatóprofesszor vagy tudományos tanácsadó. A minisztérium közvetíti a rektor javasolt személyét, valamint a kinevezési okmány is átfut rajta. Az egyetem döntést hozó, valamint a döntés végrehajtását ellenőrző testülete a szenátus. Emellett működik a törvényben meghatározott feladatokkal a gazdasági tanács. Mindezek működéséért egy személyben felelős a rektor. 
- A rektor a gazdasági tanácsnak hivatalból tagja. A gazdasági tanács megalakulását a rektor készíti elő (szervezi).
- A rektor a szenátus elnöke. A rektori pályázatok rangsorolása a szenátus hatáskörébe tartozik. Amíg nincs rektor (pl. alapításkor vagy a választási idő lejártán belüli elhalálozáskor) a felügyeleti szerv által ideiglenesen kinevezett intézményvezető a felelős vezető.

### Főbb feladatai
az intézmény vezetése, képviselete s minden olyan ügyben döntés, amely nincs testületi hatáskörben, vagy hivatalból más személy hatáskörében;
a munkáltatói, tulajdonosi és meghatározott alapítási jogkör gyakorlása;
felelős az intézmény szakszerű és törvényes működéséért, lásd a törvény 29. §-át.
Ezen kívül a rektor feladatkörébe tartozik például
- különböző oktatói kinevezések,
- hallgatói jogviszony rendkívüli megszüntetése stb.

Az egyetem rektora részt vesz a Magyar Rektori Konferencia munkájának szervezésében. A Magyar Rektori Konferencia érdekképviseleti, javaslattevő, véleményt nyilvánító jogi személy.
Az intézmény fenntartó (a minisztérium v. más jogosult) kezdeményezi a rektor kinevezését v. felmentését és gyakorolja felette általában a munkáltatói jogokat. A szenátus rektorjelölt javaslatát a fenntartó csak indokolt esetben (jogtalan eljárás, előírt feltételek teljesülésének hiánya esetén) nem köteles továbbítani a köztársasági elnök illetve az illetékes miniszter felé.
A rektornak joga van az intézmény önállóságát megsértő fenntartói intézkedés esetén, annak közlésétől számított 30 napon belül, bírósági eljárást kezdeményezni (115. §.(14)bek.).
A rektornak beszámolási kötelezettsége van a testületek, a fenntartó és felügyeleti szervek felé.

## A nemzeti felsőoktatási törvény
2011. évi CCIV. törvény jelenleg foglalkozik a rektort érintő ágazati feladatok meghatározásával, valamint a rektornak a felsőfokú oktatási intézmények (egyetem, főiskola) irányítását kiegészítő szakmai szervekhez fűződő jogaival és kötelezettségeivel.

## Külső hivatkozások
- Net Jogtár
- Rektor oktatóközpont Archiválva 2012. április 22-i dátummal a Wayback Machine-ben
- ELTE Rektori Kabinet
- Rektori köszöntő - Budapesti Corvinus Egyetem
- Pécsi Tudományegyetem
- Szervezeti felépítés